# 在サンクトペテルブルク日本国総領事館
在サンクトペテルブルク日本国総領事館（ロシア語: Генеральное консульство Японии в Санкт-Петербурге、英語: Consulate-General of Japan in Saint Petersburg）は、ロシアのサンクトペテルブルクに設置されている日本の総領事館である。サンクトペテルブルク中央区モイカ川沿岸29番地に位置する。
在アンカレジ日本国総領事館が格下げにより総領事館としての地位を失って以来、世界で最も北に位置する日本の総領事館となっている。

## 歴史
建物は1851年にアレクセイ・ロバノフ＝ロストフスキーのために建てられたものであり、1868年と1875年には復元工事と拡張工事が施された。
在レニングラード日本国総領事館（当時の名称）の開設は、国会での審議を通過した議案に従い日本の内閣によって採択された。採択は1971年3月30日、発効は4月1日であった。これは総領事館開設に関する日ソ間の合意のうちの一つであり、並行して在大阪ソビエト連邦総領事館、在札幌ソビエト連邦総領事館、在ナホトカ日本国総領事館の開設も合意された（遡る1967年に第一総領事館としてナホトカと札幌に総領事館が設置されており、1970年に第二総領事館としてレニングラードと大阪に総領事館を設置することが日ソ間で合意され、翌1971年に日本国内で批准されたという流れ）。

## 管轄地域
サンクトペテルブルク及びレニングラード州を管轄。